# Addio Volodia
Addio Volodia (Adieu Volodia) è un romanzo storico e a sfondo sociale scritto da Simone Signoret e pubblicato in Francia nel 1985.
Il libro è stato tradotto in neogreco, portoghese, spagnolo, inglese, sloveno, tedesco, olandese, ebraico e italiano.

## Trama
Le famiglie di Elia Gutman e Stepan Roginski vivono al secondo piano di un caseggiato popolare. Si tratta di ebrei poveri, come sono anche la maggior parte degli abitanti dello stabile e del quartiere. Ma Elia e Stepan, i cui figli sono nati in Francia, vogliono e ottengono la naturalizzazione, smettendo perciò di essere rispettivamente ucraini e polacchi. I bambini, Maurice e Zazà, crescono quasi ignorando la lingua yiddish e i loro genitori si adoperano perché non si parli mai della paura continua a cui sono scampati con l'emigrazione. Ecco perché, quando i giornali pubblicano la notizia dell'attentato al feroce antisemita Symon Petljura, i piccoli si sentono ingannati.
Nel frattempo Sonia e Olga (le mamme di Maurice e Zazà), dopo aver fatto le rifinitrici per il laboratorio di confezioni dove Stepan lavora, grazie ad alcune conoscenze, diventano sarte e costumiste per la gente di teatro. La comunità gode di maggior benessere e tutti si sentono orgogliosi quando il maestro di scuola, Florian, comunica ai genitori che Maurice, Sami Nüssbaum e Robert (figlio del postino e della nuova portinaia) sono pronti per studiare al ginnasio-liceo. Ma Florian ha in serbo un'altra sorpresa: un cugino di Elia, Vladimir (cioè Volodia), rimasto in Ucraina, è venuto a Parigi per testimoniare a favore dell'assassino del famigerato Petljura. Una sera avviene l'incontro con Volodia, poi scende un sinistro silenzio, che sarà rotto dopo otto anni: rientrato nell'URSS, Volodia è stato spedito in Siberia, a Irkutsk e là è morto.
La notizia su Volodia arriva quando in Francia sono in atto le elezioni del 1936. Nel clima di euforia, il padre di Robert, acceso comunista, non vuole credere al fosco segnale arrivato dalla Russia, terra dei sogni suoi e di molti come lui. Invece gli amici di origine ebraica comprendono presto che anche per loro le cose si mettono male: nella confusione abilmente alimentata, appaiono volantini in francese e yiddish, nei quali si insinua sottilmente che i padroni siano ebrei (o che gli ebrei siano padroni). È un brutto colpo per gli agiati operai, tanto che Stepan si licenzia, proprio quando il suo fratello e principale Jean decide di fuggire in America con la moglie. Un'altra lacerazione avviene quando il fratello di Sami, Jeannot, si arruola e muore in Spagna. I liceali sono ormai lettori di André Malraux e persino di Sartre, mentre le loro sorelle si inseriscono nella cooperativa che dà lavoro alle madri. Finché scoppia la guerra e con essa l'antisemitismo.
La nuova situazione influisce sui giovani (ormai all'università): Robert rifiuta di combattere e fugge, girando il mondo; Sami ricusa la cittadinanza francese e in clandestinità combatte per la salvezza degli ebrei; con lui Miriam, Zazà e altri anche non ebrei, come Laurent Verdon, fidanzato di Zazà. Il colpo più duro è riservato a Maurice: dopo aver riconosciuto i cadaveri dei genitori suoi e di Zazà, partiti ignari per una gita e periti per il deragliamento del vecchio treno, il ragazzo è colpito da una lunga infermità, dalla quale si risveglia dopo mesi. In seguito, pressoché ristabilito, si mette a disposizione della cellula di Sami e Miriam e con Zazà nasconde alcuni bimbi in pericolo. Quando la guerra finisce, Zazà (che ha avuto una bimba da Laurent) è chiamata a Hollywood dai parenti fuggiti anni prima. Maurice resta solo con tanti ricordi e la difficoltà mai superata di raccontare la storia di Volodia e dei sogni infranti dalla scomparsa del misterioso cugino.

## Personaggi
Famiglia Gutman
- Elia, operaio di origine ebraica giunto a Parigi dall'Ucraina nel 1919.
- Sonia, sua moglie, sarta.
- Maurice, loro unico figlio, nato nel 1919, ha anche il nome ebraico di Moshe.
- Volodia (Vladimir), cugino di Elia.

Famiglia Roginski
- Stepan, operaio di origine ebraica giunto a Parigi dalla Polonia nel 1921.
- Olga, sua moglie, sarta.
- Zazà (Elsa), loro figlia, cresce con Maurice.
- Jean, fratello di Stepan, di cui è anche il principale.
- Nicole (Vittoria Judith Anna), moglie di Jean, non vuole mai conoscere la famiglia di Stepan.

Famiglia Nüssbaum
- Sami (Samuel), coetaneo e compagno di studi di Maurice Gutman.
- Jeannot (Jacob), fratello di Sami, va a morire nella guerra civile spagnola.
- Miriam Goldberg, coetanea dei protagonisti e in seguito moglie di Sami.

Famiglia Clément
- Felix, postino, convinto bolscevico.
- Jeannette, moglie di Felix.
- Robert, coetaneo, amico fraterno di Maurice e di Sami.
- Josette, sorella minore di Robert, amica di Miriam e Zazà.

Altri personaggi
- Symon Petljura, personaggio storico autore di massacri e pogrom, prima in Ucraina, poi in Polonia.
- Florian, maestro di scuola.

## Edizioni in italiano
- Simone Signoret, Addio Volodia, traduzione di Elina Klersy Imberciadori, Milano: A. Mondadori, 1985